# 京观

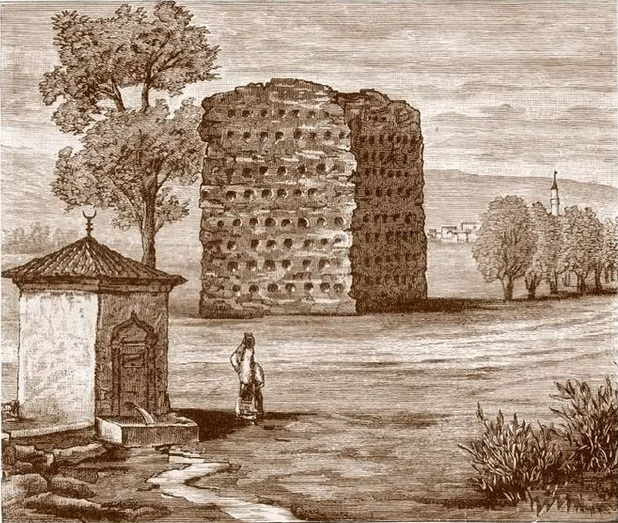
十九世紀對鄂圖曼帝國在塞爾維亞尼什修建的京觀的素描

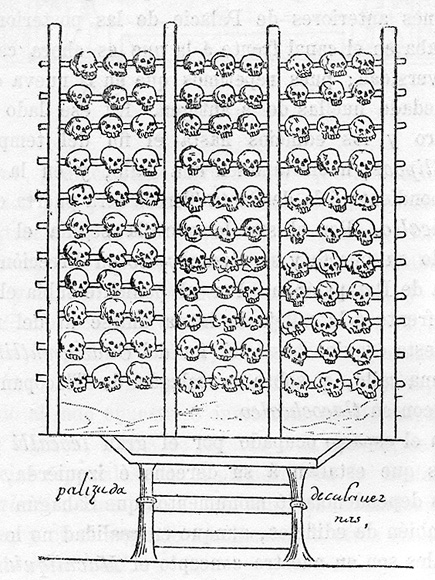
十六世紀阿茲特克人的手稿《杜蘭抄本》裡描繪的京觀。

京观，又名鲸观、京丘、武军，是一种战争中处理战败者尸体的手段，战胜一方在战后搜集战败一方尸体堆积在道路一侧并且覆土做成土丘，主要用于向世人及子孙后代炫耀軍功或者警告敌人。
在中華文化圈，这种做法最早出现于春秋战国时期的中原，并在后来为中原周边诸如五胡、高句丽、蒙古等族群所接纳。京观的习俗在先秦和两汉并不普遍，但是后来的魏晋南北朝时期得到了汉人及北方游牧民族的大力尊崇，随着历史发展最终在明清时期消失；然而源自突厥的土耳其人所創建的鄂圖曼帝國在十九世紀時，依舊在試圖鎮壓塞爾維亞起義的過程中，在塞爾維亞尼什修建京觀。
除了中華文化以及受其影響的北方遊牧民族及其後代外，中美洲人也有修築類似京觀這種展示戰俘頭顱的設施的習俗。

## 名称与辨析
“京观”之名最早出自于《左传》，当时晋楚邲之战后潘党向楚莊王进言要求“收晉尸以為京觀”，目的是让子孙后代看到铭记先辈的武功。但是楚王并不认同这种说法，他说京观是“古者明王，伐不敬，取其鯨鯢而封之，以為大戮”所创，目的是惩戒无道。根据这一段话，似乎修筑京观的行为似乎由来已久。根据孔颍达《正义》引《广州记》，“鯨鯢”即鲸，雄性称鲸而雌性称鲵。杨伯峻注《左传》即认为“鯨鯢”比喻首恶元凶，“京观”即将那些对明王“不敬”的大奸大恶之人的尸首封埋起来；“封”在此意为封识，在土封之后还要加上表木或立石记录这件事；“戮”有陈尸的意味，同时也通“辱”义，修筑京观可以通过陈尸已死去的强敌尸体以羞辱敌人，炫耀自身功绩。根据《尔雅》，“京”本义为人力所作的较高丘状建筑物，而“观”则为高大台榭，一种高耸的建筑物。“京观”也简称为“京”，《吕氏春秋》中就有赵国“得尸三万，以为二京”的说法。
学者安广禄认为，“阬”本意为高大的门楼，古文中“坑”和“阬”都与京观存在混用的关系，“阬” 与“坑” 又可以互相借用，例如王莽下诏将刘信等人“坑杀”，实际上将他们的尸骨修筑为京观。十六国时期，后凉吕隆镇守的姑减城受到了后秦的围攻，吕下令将企图逃出城的百姓“尽坑之，于是积尸盈于衙路”；“坑”、“阬”和“京观”实际上是同一回事，都是将尸体堆积封土——只是惩治罪大恶极者或堆砌阵亡敌军才叫做“京观”，对于滥杀百姓、屠杀战俘则称“坑”。刘德浩则反对这一意见，认为门并非“阬” 本义而是“闶”的本义，按颜师古注“阬”本义为“大阜”（大土丘），“坑”在学术界更常用的解释为坑杀、活埋；他认为安文所提及诸多史料存在解读问题，例如王莽“坑”的，并非刘信等人，而是他们的家族，京观所针对的是鲸鲵首犯，“坑”和“京观”的对象不同；因此，“坑”和“京观”并非同一种行为。

## 歷史

### 先秦两汉
京观首见于《左传》：鲁宣公十二年（前597年），晋国和楚国两国开战，结果楚军大胜，楚国大臣潘党向楚庄王进言：“君何不筑武军，而收晋尸以为京观？”楚庄王对此十分反感，认为止戈为武，只有将罪大恶极者杀死才可以修筑京观，因此下令将晋军妥善安葬。到了战国时期，燕昭王二十八年（前284年）燕国大败齐国，燕王以齐国士兵头颅计赏，因此燕国士兵纷纷携带齐军头颅回国，在燕国都城堆砌成一座“骷髅台”。今天河北易县燕下都遗址曾经出土过这类建筑，骷髅总数在数十万以上。然而这一习俗在先秦见诸史料的仅仅只有燕国。汉代受到儒家仁德思想影响，少有修筑京观，但到了王莽时期，王莽攻破翟义后株连三族，将士兵和家眷的尸骨堆砌成京观，长宽6丈，高达6尺，王莽还在观前修筑表木，上书“反虏逆贼鲸睨所在”。

### 三国魏晋南北朝
三国至南北朝时期，修筑京观日益流行，受到了文化上的肯定，无论五胡还是汉人都崇尚修筑京观。潘岳《西征赋》吟诵曹操大败马超道：“超遂遁而奔狄，甲卒化为京观。”魏主曹髦也曾诏曰：“古者克敌，收其尸以为京观，所以惩昏逆而彰武功也。”《晋书》中孔愉以及《魏书》中李顺、高允等人传记都曾有颂扬修筑京观的记载。在这一背景下，修筑京观的行为屡见不鲜：曹魏的司馬懿消滅燕國公孫淵政權後，把襄平城內平民男子年十五以上七千餘人及公孫淵政權官員將軍等二千餘人全部殺死，並將屍體堆積成京觀；曹魏的邓艾攻破成都后，在绵竹修筑其京观；刘宋的檀道济攻坚克难，俘虏四千多人，有人就建议他全部杀掉以垒京观，但他還是釋放了俘虜；刘宋的沈庆之在攻破广陵平定劉誕叛亂，虐杀城中战败者，将其尸首堆砌于石头南岸，垒成一座“骷髅山”；南齊的裴叔業圍困南兖州時，將敵軍屍骨堆砌五丈高以警示城中據守的敵軍；梁武帝在朐山大捷後稱“宜爲京觀，用旌武功”，但自己“伐罪吊民”“仁者用心”，因此下令收敛敌军尸骨；南陳開國皇帝陳霸先命令侯安都、徐度等討平姑熟叛亂，戰勝斬首數千，皆累積為京觀；北齊在邙山之戰後，斬首三千餘，將敵軍屍骨壘砌為京觀；北周的陸騰在征討西南蠻中，在水邏城旁修築京觀，且但凡有所攻取都會修築京觀。北方的少數民族也接納了這一文化，匈奴的赫連勃勃在對南涼戰爭中追殺敵軍八十餘里，殺傷數萬人，斬殺對方十餘名大將，將敵軍屍骨壘砌為京觀，號稱“骷髏台”；在攻破東晉劉裕軍在長安守軍後，同樣也將人頭封以青泥，做成了京觀。

### 隋唐以后
到了隋唐時期，京觀仍然為人所沿用。隋文帝在策文中稱：“玄黃變漳河之水，京觀比爵臺之峻。”隋董純在榆林太守任上擊敗進犯的突厥，斬首萬餘，堆砌為京觀。大業十三年（617年），李淵在龍門大勝，收斂敵人屍骨，也建立了京觀。隋煬帝遠征高句麗失敗後，高句麗人將隋軍屍骨斂為京觀。唐貞觀五年，唐太宗派人毀去高句麗的京觀，收斂隋軍屍骨。唐太宗還曾下令就地處理全國範圍內的京觀，各地將築成京觀的士兵屍骨取出並收斂。然而唐至五代，受到尚武意識影響，修築京觀依舊大量採用——從開元十年（722年）楊思勗破安南，到建中元年（780年）張光晟屠戮回紇使節，再到五代乾化三年（913年）梁、吳交戰，吳軍將戰敗梁軍屍骨堆砌為京觀。宋代雖然儒家思想盛行，但受制於強敵環伺的地緣政治，其戰爭慘烈不亞於五代，也有修築京觀的記錄。狄青在平定儂智高叛亂後，亦將戰死叛軍屍骨修築成京觀。宋軍在剿滅方臘起義期間曾於秀州（今浙江嘉興）大破叛軍，以戰死叛軍屍骨修築了五座京觀。紹興十一年，胡世將大破金軍，將俘獲的金軍獻至臨安，辨別其中的女真人四百五十人，將其同時斬於嘉陵江上，最後全部壘砌為京觀。后来的蒙古人也學習了京观文化，忽必烈在征讨乃蛮、合撒兒时就修筑过京观。明朝長期盛世昇平，因此當時修筑京观并不盛行，《明史》記載中僅有剿平陈友谅餘党、赵彦破敌、张辅战东潮州三次記錄。随着社会发展，修築京觀的習俗逐渐退出了历史，来自东北的金朝和清朝都没有修筑京观的记录。

### 其他國家
若莫於唐朝時期，京觀此一習俗隨戰爭傳播至西域的突厥民族之中，其中一支後來建立鄂圖曼帝國，其於平定巴爾幹半島領土境內南斯拉夫塞爾維亞人叛亂時，亦修築了京觀以震懾塞族的反抗意志，位於今塞爾維亞尼什。這座京觀至今尚存，且已成為塞爾維亞民族獨立的象徵以及塞爾維亞最熱門的觀光景點之一，每年吸引大約30,000至50,000人參觀。
位於中美洲的阿茲特克帝國，雖然並沒有與中國以至舊大陸的任何文明有過接觸，但亦巧合地有以戰俘首級修築京觀的習俗。對阿茲特克人和其他中美洲文明所修築的京觀，可見中美洲京觀一文。

## 现象解读
学者王亚林认为京观除去作为打扫战场的方法外，同时也反映了古代人厌胜敌人灵魂的巫术意味。修筑京观不仅仅是为了炫耀自身的武功，更有着厌胜敌人及敌人头目的灵魂以防止他复活作祟的作用，后人可以通过京观、符咒等永世镇压这些人的灵魂——《山海经》中就有刑天与天帝争斗失败后，首级被安葬他处以令其无法复仇的故事；周武王在牧野之战後也通过对商纣王的尸体施虐，以满足其厌胜的巫术意味。但是在后世，京观的巫术意味淡化，逐渐演化为炫耀武力、维护统治、威慑他人的作用，例如司马昭在攻破寿春之后，就将扎营地丘头的地名改为武丘，义通京观，以明“以武平乱”的功绩。同时后世小说的“铁丘坟”“肉丘坟”即以京观为原型，继承了京观的巫术意涵——评书《薛刚反唐》中，武则天处心积虑杀灭李唐忠臣，将薛家上下三百多人全部埋于薛家地下，上面用三层石板压住，再在上面浇筑一个大铁坟头，立碑写道：“反叛薛家门，铁石压其身。骂名千载后，怀恨铁丘坟。”后来薛刚反武20多年，最早报仇雪恨。这种“狱”“坟”一体的坟墓，在王亚林看来就是一座京观，只不过原来惩戒元凶的作用被权臣用来威慑异己、陷害忠良，但是一旦到了狱坟打开的时候则是正义战胜邪恶之时。
上海交通大学的朱兴和则评价京观与其说存在时间演变，不如说和政治权力在空间上的扩张息息相关。在部落扩张、较为成熟的割据势力混战、统治集团内部斗争以及中央集权帝国对外扩张的过程中都容易出现京观，京观还是国与国之间关系恶化的产物和表征。在朱兴和看来，修筑京观对内则为专制政权对其被统治者的单向行为，对外则为平级政治团体之间的双向行为，实际上是集权政治对内外强调权力关系的特殊表征。在对外关系方面，京观可以成为调整对外关系的风向标，例如唐与吐蕃战争中南诏转向吐蕃，修筑唐军京观，后又改投唐朝，推平京观改立大唐将士德化碑。而在对内方面，京观也是调整国内政治结构和关系的重要手段，对功臣和篡位者而言尤为重要——有时京观为上位者向反叛者强调自身权威，有时京观为下位者向上级邀功请赏乃至觊觎大位的工具，乃至于功臣良将不惜滥杀无辜做大京观——天启年间赵彦剿平白莲教，滥杀平民做大京观借以邀功，朝廷论功行赏一众高升，不久他得罪魏忠贤，政敌举报他滥杀无辜，最终本人系狱，本人京观亦被下诏毁去。再从王莽、陈霸先等人事迹看，京观在稳固权力、实施篡权和实行政权交替方面发挥着较大作用。在他看来，京观还是中国古代权力构建的一种方法，既作惩戒也用以规驯，让服从和奴役深入骨髓，古代中国政治的殘酷由此可見一斑。